# El Puentillo
El Puentillo är en ort i Mexiko.   Den ligger i kommunen Valparaíso och delstaten Zacatecas, i den centrala delen av landet, 600 km nordväst om huvudstaden Mexico City. El Puentillo ligger 1 424 meter över havet och antalet invånare är 122.
Terrängen runt El Puentillo är kuperad åt sydost, men åt nordväst är den bergig. Runt El Puentillo är det mycket glesbefolkat, med 3 invånare per kvadratkilometer. Närmaste större samhälle är Acatita de Ameca, 8,8 km sydost om El Puentillo. Trakten runt El Puentillo består i huvudsak av gräsmarker.